# The Organization and Administration of the Union Army, 1861-1865
The Organization and Administration of the Union Army, 1861-1865 (en français, L'Organisation et l'administration de l'armée de l'Union, 1861-1865) est un livre écrit par l'historien américain Fred Albert Shannon. Cet ouvrage étudie l'histoire de l'armée de l'Union, le recrutement et l'enrôlement de ses soldats, durant la Guerre de Sécession. Publié en 1928, il vaut à son auteur le prix Pulitzer d'Histoire en 1929 et le prix Justin Winsor de l'American Historical Association.

## Éditions
- The Organization and Administration of the Union Army, 1861-1865, 2 volumes, Cleveland, Arthur H. Clark Co, 1928, 323 p. et 348 p.